# 新塞利夫卡 (烏克蘭斯克市鎮)
48°29′45″N 36°35′0″E / 48.49583°N 36.58333°E
新塞利夫卡（烏克蘭語：Новоселівка）是位於烏克蘭中部的村莊，由第聶伯羅彼得羅夫斯克州裡錫內利尼科韋區的烏克蘭斯克市鎮負責管轄。該村處於蘇希比喬克河左岸，距離薩馬爾西克5公里，海拔高度93米。